# Британский союзник
Британский союзник — русскоязычная газета, издававшаяся в СССР с августа 1942 года Министерством информации Великобритании по договорённости с советскими властями. 

## История
Выходила еженедельно по воскресеньям. В 1950 году советское правительство решает закрыть газету из-за углубляющихся политических противоречий между СССР и Великобританией, в  1950 году вышли как минимум номера 1(386)-34(419).
После закрытия газеты в 1950 году, один из её редакторов — Арчибальд Джонстон остался в СССР, сменил британское подданство на советское гражданство и жил в Москве до своей смерти в 1963 году .
В ряде номеров издания публиковалась серия статей, посвящённая знаменитым британским художникам. Например, в номерах 49 и 50 за 1945 год и в номерах 1, 9 и 13 за 1946. Статья в номере 13 (190) за 1946 год была посвящена Тёрнеру.